# Campodorus gilvilabris
Campodorus gilvilabris là một loài tò vò trong họ Ichneumonidae.